# Frank Lowden
Pour les articles homonymes, voir Lowden.
Frank Orren Lowden, né le 26 janvier 1861 à Sunrise Township (Minnesota) et mort le 20 mars 1943 à Tucson (Arizona), est un homme politique américain, ancien gouverneur républicain de l'Illinois. Auparavant membre de la Chambre des représentants des États-Unis pour le 13e district de l'Illinois de 1906 à 1911, il est également candidat malheureux aux primaires républicaines pour l'élection à la présidence de l'Union en 1920 et 1928.

## Source
- (en) Cet article est partiellement ou en totalité issu de l’article de Wikipédia en anglais intitulé « Frank Orren Lowden » (voir la liste des auteurs).